# New Patek
New Patek è un singolo del rapper statunitense Lil Uzi Vert pubblicato il 18 settembre 2018.

## Tracce
Testi e musiche di Symere Woods, Dolan Beats.
1. New Patek – 5:44

## Classifiche
| Classifica (2018)         | Posizione massima |
| ------------------------- | ----------------- |
| Canada                    | 30                |
| Irlanda                   | 76                |
| Nuova Zelanda             | 6                 |
| Portogallo                | 83                |
| Stati Uniti               | 24                |
| Stati Uniti (R&B/Hip-Hop) | 14                |
| Svezia                    | 3                 |